# تیرک ماه می

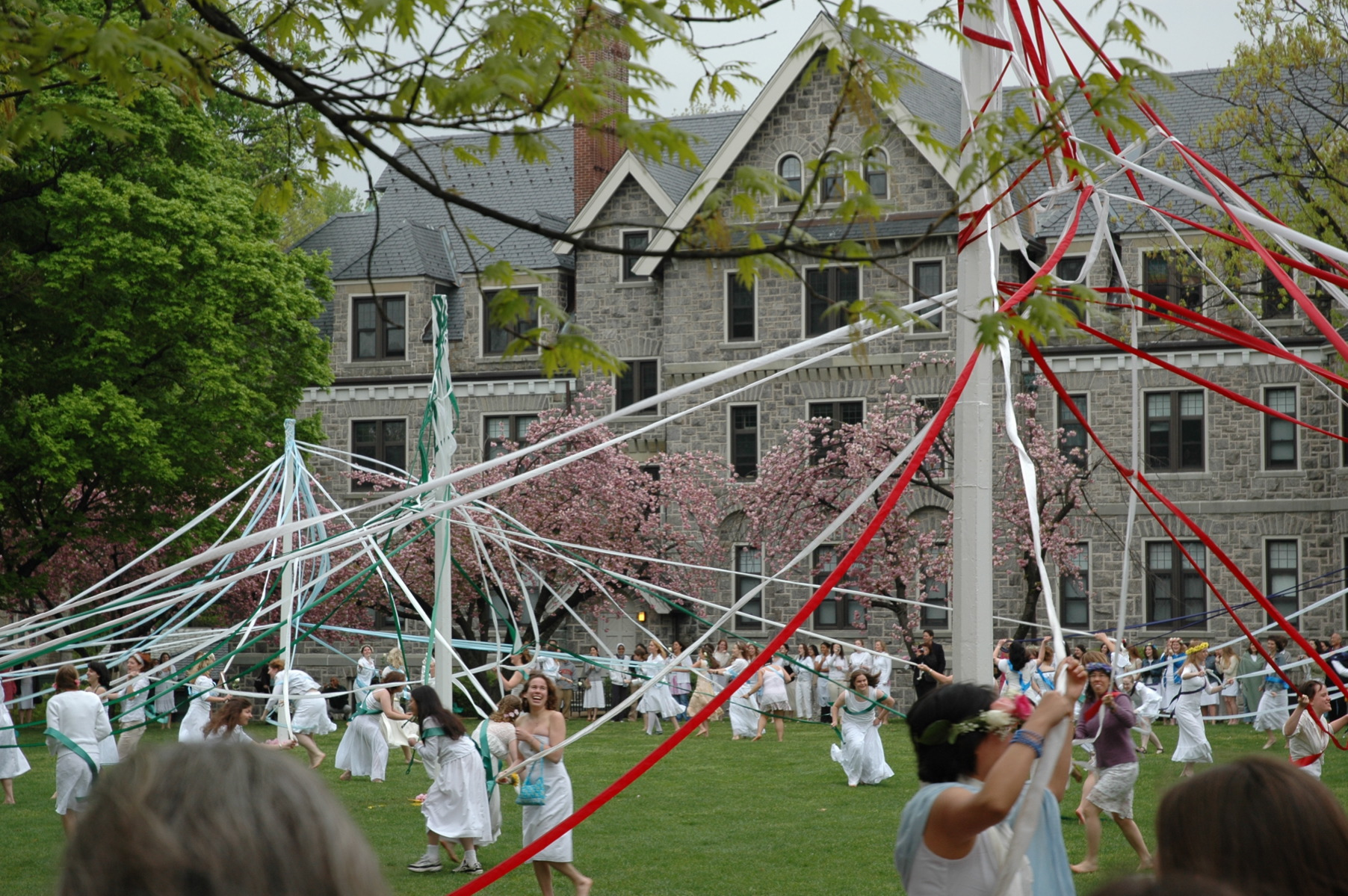
در پنسیلوانیای آمریکا

تیرک ماه می (به آلمانی: Maibaum) یک تیرچه و میله بلند و آراسته است که مردم با گرفتن یک روبان متصل به آن، به گرد آن می‌رقصند. این رسم در فرهنگ‌های مختلف انجام می‌گیرد. روبان‌ها به بالای تیرچه متصل است و کسانی که به دور تیرچه می‌رقصند در حین پایکوبی با روبان‌های در دستشان الگوها و شکل‌هایی را درست می‌کنند. در گذشته در هر روستای بریتانیا یک تیرک ماه می قرار داشت ولی امروزه این عمل به یک جشن تبدیل شده است و در هر جایی موجود نیست و بیشتر برای تفریح به ویژه کودکان است.